# Armorial des familles basques (Bi - Bu)
Cet article décrit l'armorial des familles basques par ordre alphabétique et concerne les familles dont les noms commencent par les lettres « Bi » successivement jusqu’à « Bu ».

## Blasonnements

### Bi
Famille Biamonte (Navarre):
| Blason | Blasonnement : Losangé d'argent et de gueules. Commentaires : Famille originaire de France, établie en Navarre où elle fonda une maison noble. |

Famille Bidabe (Pays de Mixe):
| Blason | Blasonnement : D'argent au sanglier passant de sable, surmonté de cinq chênes de sinople. |

Famille Bidart (Behasque):
| Blason | Blasonnement : De gueules à cinq lions rampants d'or posés en sautoir. |

Famille Bidarte (Guipuscoa):
| Blason | Blasonnement : Mantelé, au 1 d'or à la bande d'azur; au 2 d'azur à l'étoile d'or; au 3 de gueules au mouton d'argent; à la bordure générale de gueules à huit flanchis d'or et huit croisettes du même, alternées. Alias: coupé d'or à la feuille de peuplier de gueules, et d'azur à une coquille d'argent. Commentaires : Famille du Pays de Mixe, établie à Espelette, en Labourd, à Fontarrabie, à Lezo, sur la côte du Guipuscoa, Mondragôn (Arrasate), Guipuscoa, où elle est citée en 1429. |

Famille Bidarteardaiz (Pays de Mixe):
| Blason | Blasonnement : Écartelé, aux 1 et 4 d'or à la feuille de peuplier de gueules; coupé d'azur à une coquille d'argent; aux 2 et 3 d'or à trois pals de gueules, au chef d'azur chargé de deux étoiles d'argent. |

Famille Bidegain (Pays de Mixe):
| Blason | Blasonnement : D'or au lion d'azur, armé, lampassé et villené de gueules (qui est Gramont). Commentaires : En 1435, Guillaume de Gramont était seigneur de Bidaghain. |

Famille Bidou de Saint-Martin (Arbéroue):
| Blason | Blasonnement : D'argent au chêne de sinople, au sanglier de sable brochant sur le fût; parti barré de gueules et d'hermines de six pièces. Commentaires : Filiation établie depuis noble Jean de Bidou, abbé laïc d'Orin, allié vers 1620 à Gracianne de Marca, sœur de l'archevêque de Paris. |

Famille Biguezal (Navarre):
| Blason | Blasonnement : D'or à sept burelles de sable. Commentaires : Maison noble du lieu de Biguezal, dans la vallée de Romanzado, près de Sangüesa. |

Famille Bilbao (Biscaye):
| Blason | Blasonnement : Écartelé, aux 1 et 4 d'argent au chêne arraché de sinople; aux 2 et 3 d'or au loup de sable, armé de gueules, celui du quartier 2 tourné à dextre, celui du 3 à senestre. Commentaires : Maison noble de Bilbao dont sont issus les rameaux établis à Amorebieta, Bakio, Durango, Erandio, Plentzia et Villaro, tous en Biscaye. Un autre rameau s'établit en Navarre, à Cascante, près de Tudela. |

Famille Billanueva (Basse-Navarre):
| Blason | Blasonnement : Écartelé, aux 1 et 4 de gueules au lévrier d'argent; aux 2 et 3 d'or à l'oiseau de sable. Commentaires : Famille d'Uhart-Cize, établie au Guipuscoa et Alava. Habitants d'Oñate en 1388. |

Famille Billotx (Roncal):
| Blason | Blasonnement : D'azur au pont a trois arches d'or accompagné en pointe d'un mont à trois coupeaux d'argent, surmonté d'une tête de roi maure de sable, couronnée d'or et ensanglantée de gueules (Armes de la vallée de Roncal). |

Famille Bimein (Soule):
| Blason | Blasonnement : Commentaires : Famille de Domezain, potestats héréditaires de Soule. Gratian, seigneur de Bimein, assista en 1520 à la promulgation de la coutume de Soule. |

Famille Biolante (Navarre):
| Blason | Blasonnement : Parti, au 1 d'or à deux pals de gueules; au 2 écartelé aux 1 et 4 d'argent semé d'hermines de sable; aux 2 et 3 d'azur semé de fleurs de lys d'or, et deux feuilles de peuplier d'argent brochants sur les lys. Commentaires : Famille originaire de France, établie en Navarre. |

Famille Birto (Cinco Villas):
| Blason | Blasonnement : D'azur à trois pommes de pin (d'or) posés 2 et 1; à la bordure de gueules chargée de six châteaux d'or. Alias: parti, au 1 d'azur à trois feuilles de figuier d'or posées 2 et 1; au 2 de gueules à six châteaux d'or posés en deux pals. À la bordure générale de vair d'argent et de sable. Alias: d'argent à deux loups rampants et affrontés de sable. Commentaires : Maison de Bera (Vera de Bidassoa) dont un rameau s'établit à Corella, au sud de la Navarre. |

Famille Birto de Bera (Cinco Villas):
| Blason | Blasonnement : Coupé, au 1 d'azur au château d'argent, au chef du même à deux triangles de vair; au 2 écartelé d'or à l'arbre de sinople, et d'argent à trois fasces d'azur. A la bordure générale de gueules à huit flanchis d'or. Commentaires : Famille établie dans La Rioja. |

Famille Biscaye (Comtes de) (Biscaye):
| Blason | Blasonnement : D'argent au chêne terrassé de sinople accompagné de deux loups passants de sable posés l'un sur l'autre, celui de la pointe brochant sur le fût du chêne. Commentaires : Les vicomtes de Biscaye sont issus de Eneco Garcia, troisième fils de Garcia II Eneco, roi de Pampelune de 860 à 882, et d'Urraca Sanchez, fille de Sanche Sancion, duc de Vasconie. |

Famille Bizcarret (Navarre):
| Blason | Blasonnement : D'or à quatre bandes d'azur. Commentaires : Maison noble près de Roncevaux, dans la vallée de Serro. |

Famille Bizcondatia (Ossès):
| Blason | Blasonnement : D'argent à une fasce d'azur. |

### Bl
Famille Blandin (Guipuscoa):
| Blason | Blasonnement : D'azur au daim d'argent passant sur une terrasse de sinople; au chef d'argent chargé de trois étoiles d'azur. Commentaires : Famille originaire de Bresse, établie au Guipuscoa. |

### Bo
Famille Boby (Bayonne):
| Blason | Blasonnement : D'azur à une montagne d'argent sur une onde de gueules, un pigeon d'argent posé sur la montagne, et un soleil d'or naissant du chef. Commentaires : Dominique Boby, bourgeois et homme d'affaires de Bayonne, reçut d'office, en 1701, les armes suivantes, en vertu de l'édit de novembre 1696: de sable au sautoir componé d argent et de gueules. |

Famille Boitet (Bayonne):
| Blason | Blasonnement : D'argent à une coupe de gueules accostée de deux poissons d'azur. Commentaires : N. Boitet, bourgeois et jurat de Bayonne, reçut d'office ces armes en 1701. |

Famille Bolivar (Biscaye):
| Blason | Blasonnement : D'azur à la roue de moulin d'argent (maison souche). Commentaires : Bolibar, qui signifie "prairie du moulin". Ancien lignage de Biscaye dont la maison souche se trouvait, avec son moulin, au village de Bolibar, vallée de Ondarroa, au sud de Markina. Le village de Bolibar fut fondé par les seigneurs de ce nom au Xe siècle. Le palacio de Bolivar se situe face à l'église. Des Bolivar de Sodupe sont issus de ceux établis à Carthagène, en Colombie. De la maison souche Bolivar Jauregui, de Bolibar, est issu Simon de Bolivar, établi au Venezuela et dont descendait Simon José Antonio de Bolivar y Palacios (1783-1830), général vénézuélien, surnommé el Libertador, héros de l'indépendance des pays d'Amérique du sud et fondateur de la Colombie, du Venezuela, de l'Équateur, du Pérou et de la Bolivie. |

Famille Boloqui (Labourd):
| Blason | Blasonnement : D'azur à trois monts d'or sommés chacun d'une croix d'argent. |

Famille Bonel (Roncal):
| Blason | Blasonnement : Écartelé, au 1 de gueules au château d'or, deux lévriers au naturel attachés à la porte, accompagné en chef d'un bonnet de sable; au 2 d'or à cinq feuilles de peuplier de gueules posées en sautoir, accostées de deux pins de sinople; au 3 d'argent à une onde d'azur et d'argent en pointe; au chef d'or; au 4 de gueules à l'arbre cousu de sinople accompagné d'une chèvre d'argent appuyée contre le tronc. À la bordure générale de gueules à six flanchis d'or. Commentaires : Primitivement, cette famille roncalaise portait les armes de la vallée. Par la suite, la famille adopta des armes personnelles. |

Famille Boneta (Navarre):
| Blason | Blasonnement : De gueules à l'aigle d'argent. |

Famille Bonihort (Labourd):
| Blason | Blasonnement : Commentaires : Maison noble de Biriatou. Les seigneurs de Bonihort sont cités dès 1320. En 1414, le seigneur de Bonihort, en compagnie de ceux d'Urtubie et de Saint-Pée, était opposé aux chanoines de Bayonne au sujet des droits seigneuriaux sur Saint-Jean-de-Luz, droits que le roi maintint aux chanoines. |

Famille Borda (Ostabaret):
| Blason | Blasonnement : D'azur au bourdon de pèlerin d'or accompagné au canton senestre du chef d'un croissant d'argent, les pointes en bas, et une orle dentelée d'argent. |

Famille Borda (vallée du Baztan):
| Blason | Blasonnement : Parti, au 1 de... à deux lunes renversées échiquetées (d'argent et de sable) ; coupé de... à six cotices en barre de... ; au 2 échiqueté d'argent et de sable. Commentaires : Maison noble de Maya de Baztan qui essaima dans d'autres localités de la vallée, Arizkun et Elvetea, ainsi qu'à Pampelune et Tafalla, au sud de la Navarre. |

Famille Borda (Pays basque):
| Blason | Blasonnement : Écartelé, au 1 d'or à trois chevrons de gueules; au 2 d'azur au paon rouant d'argent; au 3 d'azur à trois poissons d'argent posés en fasce l'un sur l'autre; au 4 d'or au lévrier de gueules accolé et lié en boucle d'argent. Commentaires : Famille qui, comme son nom l'indique, serait originaire du Pays basque et s'établit à Dax, en sud Gascogne. |

Famille Bordabere (vallée du Baztan):
| Blason | Blasonnement : Écartelé, aux 1 et 4 de gueules au chaînes de Navarre d'or; aux 2 et 3 d'or au châtaignier de sinople accompagné d'un ours de sable appuyé contre le tronc. Commentaires : Famille d'Elizondo. |

Famille Bordaberri (vallée du Baztan):
| Blason | Blasonnement : Écartelé, aux 1 et 4 de gueules au chaînes de Navarre d'or; aux 2 et 3 d'or à trois fleurs de lys de gueules 2 et 1. Commentaires : Famille de Yanci. |

Famille Bordas (Basse-Navarre):
| Blason | Blasonnement : D'azur au bourdon de pèlerin d'or, surmonté d'un croissant d'argent; à la bordure dentelée d'argent, (voir URDAX). Alias: d'or au magnolier au naturel, fruité d'argent. Commentaires : Famille de l'Ostabarret. Habitants d'Oyarzun, au Guipuscoa, en 1625. |

Famille Bornas (vallée de Salazar):
| Blason | Blasonnement : De gueules au loup au naturel, armé d'or, ravissant un agneau d'argent. Commentaires : Famille d'Ochagavía, au nord de la vallée de Salazar. |

Famille Bortairi (vallée du Baztan):
| Blason | Blasonnement : Échiqueté d'argent et de sable (armes de la vallée). |

Famille Bosquet (Navarre):
| Blason | Blasonnement : D'or à la croix vuidée de gueules. Commentaires : Famille du Béarn. Anne de Bosquet, dame de Tournay, fille de Jean de Bosquet, baron de Pouguet et chancelier de Navarre, épousa Antoine de Peralta, second marquis de Falces, comte de Santesteban de Lerin, camérier de Navarre. |

Famille Bouquer (Guipuscoa):
| Blason | Blasonnement : D'or à trois têtes de sanglier coupées, 2 et 1, sur une onde d'azur et d'argent. Commentaires : Famille d'origine française, établie à Zumaia, en Guipuzcoa, alliée aux Gamboa. La branche qui s'allia aux Gamboa porte : mantelé un 1 de Bouquer (ci-dessus), au 2 de Gamboa, au 3 de Zarautz. |

Famille Boville (Cinco Villas):
| Blason | Blasonnement : Mantelé, aux 1 et 2 d'or à deux cerfs passants de gueules, aux ramures de sinople; au 3 échiqueté de quinze pièces d'azur et d'argent. Commentaires : Famille d'origine française établie à Lesaka, dans les Cinco Villas. |

### Br
Famille Bregenz (Navarre):
| Blason | Blasonnement : D'azur à une tour d'argent sur une onde d'argent et d'azur. Commentaires : Famille originaire de Bregenz, sur le lac de Constance, en Suisse, établie en Navarre où elle est citée dès 1218. |

Famille Brena (Biscaye):
| Blason | Blasonnement : D'azur à trois fasces ondées d'argent. Commentaires : Maison infançonne de Sangrices, localité de Carranza, à l'ouest de la Biscaye. Cette famille serait originaire du Béarn. Maintenue de noblesse à Valladolid en 1786. |

Famille Brethous (Bayonne):
| Blason | Blasonnement : D'argent à l'arbre arraché de sinople, soutenu par deux lévriers affrontés de gueules, accolés d'or. Commentaires : Famille patricienne de Bayonne dont la filiation est établie depuis Séverac Brethous, procureur des terres de Montgaillard, Boulin et Bahus, vivant en 1660. |

Famille Breton (Navarre):
| Blason | Blasonnement : D'azur à deux loups passants d'or l'un sur l'autre, accompagnés en abîme d'une étoile d'argent. À la bordure d'or chargée de huit sautoirs (flanchis) de gueules. Commentaires : Famille originaire de Bretagne très anciennement établie en Navarre. Ximen Breton suivit le roi Thibaut II de Navarre à la Croisade de saint Louis en 1270. |

Famille Brindos (Anglet):
| Blason | Blasonnement : Commentaires : Les seigneurs de Brindos sont cités dès le XVe siècle. Johannes de Brindos en 1449 et Menjoin de Berindos et Mariotte de Casaube, en 1438. |

Famille Broussain (Hasparren):
| Blason | Blasonnement : De gueules au chevron d'argent. Commentaires : Patronyme dérivé de Burguzahar. |

Famille Bruix (Bayonne):
| Blason | Blasonnement : Parti de gueules et d'argent à deux fasces de l'un en l'autre, la fasce inférieure de gueules à senestre soutenue et surmontée d'un ours de sable; au franc quartier de gueules au portique ouvert à deux colonnes surmontées d'un fronton d'argent, accompagné des lettres initiales D.A. (Domus Allissima) du même (qui est des barons officiers de la Maison de l'Empereur),. Commentaires : Etienne Eustache Bruix, né à Saint-Domingue en 1759, décédé le 18 mars 1805, fils d'un capitaine au régiment de Foix, était garde-marine en 1778, servit aux Indes, participa à la guerre d'Indépendance Américaine. |

Famille Brunet (Bayonne):
| Blason | Blasonnement : D'azur à l'agneau pascal d'argent, la croix et la banderole d'or; Alias: parti d'argent à une aigle bicéphale de sable, becquée et membrée de gueules. Commentaires : Thomas Brunet, bourgeois, homme d'armes et trésorier de la ville de Bayonne fit enregistrer ses armes à l'Armoriai Général de 1696. |

Famille Brunet (Biscaye):
| Blason | Blasonnement : D'or au lévrier rampant de gueules; à la bordure componée de huit pièces de sable et d'argent. Commentaires : Famille originaire de Bourgogne établie en Biscaye et en Catalogne. |

### Bu
Famille Bucapaste (Biscaye):
| Blason | Blasonnement : D'azur à une tête d'antilope d'or, couronnée du même, posée de face, brochant sur une crosse abbatiale d'argent posée en pal. À la bordure d'argent chargée de huit flanchis de sinople. Commentaires : Très ancien lignage de la région de Busturia qui serait originaire de France ou d'Angleterre. |

Famille Bullen (Labourd):
| Blason | Blasonnement : Écartelé, aux 1 et 4 de gueules au léopard passant d'or, couronné du même, accompagné de trois roses d'argent, feuillées et épinées d'or; aux 2 et 3 d'argent au chevron d'azur chargé de trois fleurs de lys d'or, cantonné de quatre tours de gueules, ouvertes d'or. Commentaires : Famille originaire d'Angleterre, établie à Guéthary, sur la Côte basque, en 1486. |

Famille Burdaspal (vallée du Roncal):
| Blason | Blasonnement : D'or à quatre fasces d'azur. Commentaires : Maison noble de Cortes, à l'extrême sud de la Navarre, établie dans toute la vallée du Roncal, notamment à Burgui, mais aussi à Aoiz et a Peralta. |

Famille Burguete (Navarre):
| Blason | Blasonnement : D'argent au chêne de sinople, au cerf passant au naturel brochant sur le fût de l'arbre. Commentaires : Une maison noble du nom de Burguete existait dans le village, dont elle prit le nom. |

Famille Burguzahar (Basse-Navarre):
| Blason | Blasonnement : De gueules au chevron d'argent,. Commentaires : Maison noble d'Asme, en Ostabat. Martin de Burguzahar, huissier, d'Asme, fut reçu aux États de Navarre en 1714 après démission de sa charge d'huissier. |

Famille Burlastea (Labourd):
| Blason | Blasonnement : D'or au chevron de sable accompagné de trois léopards passants de gueules, 2 et 1, et en pointe d'une onde d'azur et d'argent. Commentaires : Maison noble de Cambo-les-Bains. |

Famille Burlasteaberri (Labourd):
| Blason | Blasonnement : Parti, au 1 au chevron dentelé de sable accosté de deux léopards passants de gueules et accompagné en pointe d'une onde d'azur et d'argent (qui est Burlastea); au 2 de gueules à la croix pommetée d'argent cantonnée de quatre feuilles de peuplier d'or; à la bordure générale d'argent chargée de huit fleurs de lys de gueules. Commentaires : Maison noble, également de Cambo-les-Bains, dont est issue une branche établie au Québec dont était Augustin de Burlasteaberri, célèbre magistrat de Montréal au début du XVIIIe siècle. |

Famille Burutain (Navarre):
| Blason | Blasonnement : D'azur à la fasce échiquetée d'or et de sable accompagnée en chef d'un croissant renversé échiqueté d'or et de sable et en pointe d'un croissant renversé d'argent. Commentaires : Maison noble du lieu de Burutain, dans la vallée d'Anué, dont elle prit le nom, et où elle est citée dès 1265. |

Famille Bustamante (Biscaye):
| Blason | Blasonnement : Parti, au 1 d'or à trois tourteaux d'azur; au 2 de gueuleS à la bande d'or engoulée de deux têtes de dragons de sinople, lampassés du même. A la bordure générale d'azur chargée de trois fleurs de lys d'or. Commentaires : Famille de la région des Encartaciones, à l'ouest de la Biscaye. |

Famille Bustingorri (Biscaye):
| Blason | Blasonnement : D'or au chêne de sinople accompagné de deux loups de sable brochants sur le tronc, le second contourné; à la bordure de gueules chargée de huit coquilles d'or. |

Famille Butron (Biscaye):
| Blason | Blasonnement : De gueules à la croix d'argent chargée de cinq loups passants de sable, cantonnée de quatre sennes d'or Commentaires : Famille originaire de Santa Maria de Gàtica, près d'Uribe, en Biscaye, l'un des lignages les plus anciens du Pays basque réputé issu de Diego Lopez de Haro, 9e comte de Biscaye en 1288. Les Butron-Mùjica portaient: parti, au 1 les armes précédentes; au 2 de gueules à une bande d'or engoulée de deux têtes de dragons de sinople et accompagnée de deux écussons d'argent chargés chacun de trois fasces d'azur(qui est Mùjica). |